# Pavonia gossweileri
Pavonia gossweileri är en malvaväxtart som beskrevs av Arthur Wallis Exell. Pavonia gossweileri ingår i släktet påfågelsmalvor, och familjen malvaväxter. Inga underarter finns listade i Catalogue of Life.